# Jujubinus exasperatus
Jujubinus exasperatus là một loài ốc biển, là động vật thân mềm chân bụng sống ở biển thuộc họ Trochidae, họ ốc đụn.

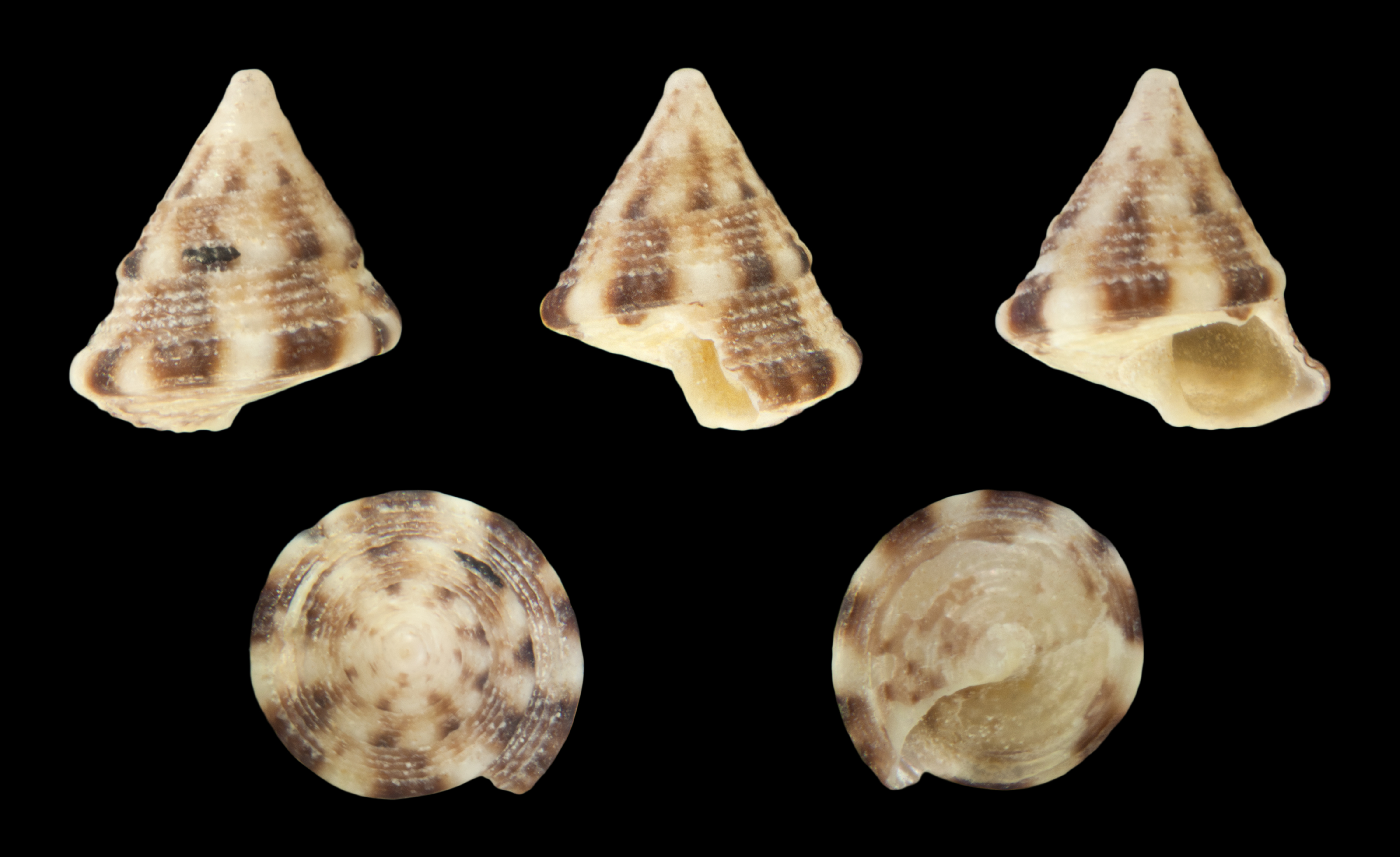
f. monterosatoi

## Hình ảnh

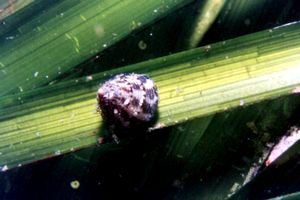
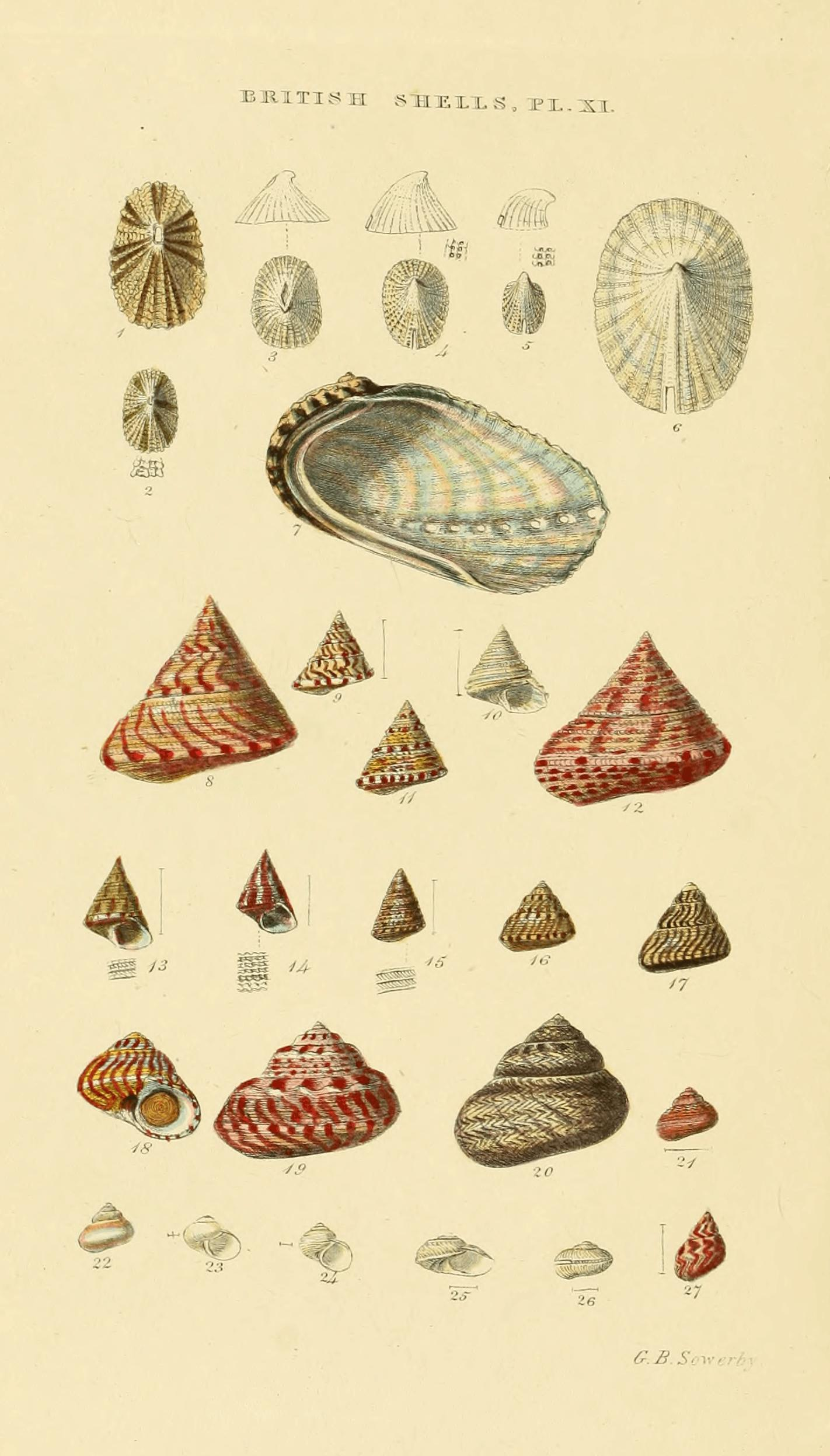